# Nahe (Holstein)

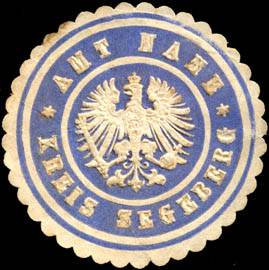
Siegelmarke Amt Nahe

Nahe (Plattdeutsch Up de Nah) ist eine Gemeinde im Kreis Segeberg in Schleswig-Holstein. Naher Ziegelei und Naherwohld liegen im Gemeindegebiet.

## Geografie und Verkehr
Nahe liegt an der Bundesstraße 432, der alten Verbindungsstraße Hamburg–Bad Segeberg. Gemeinsam mit dem unmittelbar nördlich benachbarten Itzstedt ist es in der Schleswig-Holsteiner Landesplanung als ländlicher Zentralort für die umliegenden Dörfer eingestuft.
Von 1907 bis 1973 führte die Elmshorn-Barmstedt-Oldesloer Eisenbahn (EBO) durch Nahe. Sie hatte dort einen Bahnhof, der lange als Wohnhaus genutzt wurde, mittlerweile aber abgerissen ist. Über die Eisenbahntrasse führt heute ein Radwanderweg.
Nahe ist über zwei Buslinien an das Netz des Hamburger Verkehrsverbundes angebunden. Eine Linie verkehrt zwischen dem Hamburger U-Bahnhof Ochsenzoll und dem Bad Segeberger Bahnhof, die andere Linie verbindet den AKN-Bahnhof Henstedt-Ulzburg mit der Bahnstation in Bad Oldesloe.

## Politik

### Gemeindevertretung
Bei der Kommunalwahl am 14. Mai 2023 wurden insgesamt 17 Sitze vergeben. Von diesen erhielt die Wählergruppe Dorfgemeinschaft Nahe sieben Sitze, die CDU sechs Sitze und die SPD vier Sitze. Die Wählergruppe Dorfgemeinschaft Nahe und die CDU kamen dabei beide auf exakt 1.233 Stimmen, weshalb der übriggebliebene Sitz per Losentscheid vergeben wurde.

### Wappen
Blasonierung: „Über blauem, mit einem silbernen Wellenbalken abschließenden Schildfuß in rot eine silberne Rollenkappenfibel.“

## Wirtschaft
In der ursprünglich landwirtschaftlich geprägten Gemeinde überwiegt heute die Gewerbe- und Wohnnutzung.

## Sehenswürdigkeiten
In der Liste der Kulturdenkmale in Nahe (Holstein) stehen die in der Denkmalliste des Landes Schleswig-Holstein eingetragenen Kulturdenkmale.

## Sport
- TSV Nahe
- SC Nahe 08